# Робърт Реслър
Робърт Кенет Реслър (на английски: Robert Kennet Ressler) е агент на ФБР и писател. Той изиграва значителна роля в психологическото профилиране на лицата, извършващи престъпления чрез използването на сила, през 70-те години на XX век.
Счита се, че е създал термина „сериен убиец“, въпреки че същият е директен превод на немската дума Serienmörder, използвана за пръв път през 1930 г. от берлинския следовател Ернст Генат.
След като се пенсионира, пише книги за серийни убийства и изнася лекции по криминология.

## Ранен живот
Робърт Реслър израства на Норт Мармоа Авеню в Чикаго, Илинойс, и завършва гимназия Шурц през 1955 г. Син е на Гертруд Реслър и Джоузеф Реслър, който работи по сигурността и поддръжката в „Чикаго Трибюн“. От ранна възраст започва да се интересува от убийци, следейки статиите на вестника за „Убиецът с червилото“. Според самия Реслър, е бил повече заинтересуван, отколкото уплашен от този известен убиец, тъй както и други убийци са го заинтересували в по-късните му години, като служител във ФБР.
Неговият интерес е подсилен десетилетия по-късно от Джон Уейн Гейси, който е израснал в същия квартал като Реслър и е бил в бойскаутите с него.
Реслър посещава две години в обществен колеж, преди да се присъедини към американската армия, където бива разположен в Окинава.
След две години в армията решава да се запише в Училището по криминология и полицейска администрация в Мичиганския държавен университет, като завършва бакалавърска степен и започва дипломна работа, но завършва само един семестър, преди да се върне в армията като офицер, след като е преминал обучение и в Корпуса за подготовка на запасни офицери в щата Мичиган.

## Военна кариера
Реслър служи в американската армия от 1957 до 1962 г. като старши сержант на взвод от военната полиция в Ашафенбург, както пише в автобиографията си „Който се бори с чудовища“. Отговаря за разкриването на случаи като убийства, грабежи и палежи. След четири години в Германия Реслър решава да напусне позицията и е преназначен като началник на отдел за криминални разследвания във Форт Шеридан.
След това се връща в щата Мичиган, за да завърши магистърската си степен по полицейска администрация, платена от армията, в замяна на още две години служба след дипломирането.
След като получава дипломата си, той служи една година в Тайланд и една година във Форт Шеридан, където завършва кариерата си в армията като майор и се премества във Федералното бюро за разследване.

## Кариера във ФБР
Реслър се присъединява към ФБР през 1970 г. и е привлечен в Отдела за поведенчески науки, който се занимава с изготвянето на психологически профили на престъпниците, извършващи деяния чрез използване на сила, като изнасилвачи и серийни убийци, които обикновено избират жертвите на случаен принцип.
Между 1976 и 1979 г. Реслър помага за организирането на интервютата на тридесет и шест лишени от свобода серийни убийци, за да се намерят паралели между произхода и мотивите на тези престъпници.
Допринася за създаването на Програмата за задържане на престъпници, която се състои от централизирана компютърна база данни с информация за неразкритите убийства. Информацията се събира от местните полицейски сили и се съпоставя с други неразкрити убийства в Съединените щати.
На базата, че жертвите на повечето серийни убийци си приличат, предвид стандартния им начин на действие (modus operandi), Реслър се надява да ги открива на ранен етап, когато убийците извършват престъпления в различни райони.
Това е отговорът на появата на убийците номади, които извършват престъпления в различни области.
Докато убиецът се мести от един район в друг, полицейските служители в отделните щати не знаят, че има и други жертви, като просто разследват едно убийство, без да им е известно, че и други полицейски сили работят по разкриване на подобни престъпления.
ПЗПИС или Vi-CAP помага на полицията в отделните щати да определят дали преследват един и същ извършител, така че да могат да споделят и съпоставят информация помежду си, увеличавайки шансовете си за идентифициране на заподозрян.
Реслър работи по много случаи на серийни убийства, като тези на Джефри Дамър, Тед Бънди, Ричард Чейс и Джон Жубер, и Джон Уейн Гейси.
Робърт Реслър е човекът, разработил и въвел психологическото профилиране в отдела за поведенческа наука към ФБР.

## Дейности след пенсиониране
Реслър се пенсионира от ФБР през 1990 г., като е автор на редица книги за серийни убийства. Изнася лекции на студенти и полицейски сили по темата за криминологията.
През 1993 г. е поканен в Лондон, за да помогне в разследването на убийствата, извършени от Колин Ирландеца.
През 1995 г. Реслър се запознава с южноафриканския профайлър Мики Писториус на конференция в Шотландия и тя го кани да прегледа нейното разследване за „Убийствата на ABC“, наречени така заради местоположението им в предградията на Йоханесбург Атериджвил, Боксбург и Кливланд.
Мъж на име Дейвид Селепе умира в полицейски арест, докато е разследван като заподозрян за убийства в Кливланд, преди разкриването на престъпленията в Атериджвил и Боксбърг, а властите се страхуват, че са убили невинен човек, докато истинският виновник все още е на свобода.
Реслър вярва, че Селепе наистина е отговорен за убийства в Кливланд, самостоятелно или със съучастник, и че убийствата в Атериджвил и Боксбърг са извършени от един и същ престъпник, но този убиец не е замесен в убийствата в Кливланд. Също така посочва, че убиецът от Атериджвил-Боксбург придобива увереност с всяко убийство и ще се свърже с медиите. Както е предвидено, серийният убиец Моузес Ситоул се обажда на южноафриканския вестник The Star, за да поеме отговорност за убийствата в Атериджвил и Боксбърг, известно време след като Реслър напуска разследването.
Реслър посещава Сиудад Хуарес в Мексико, за да разследва продължаващите убийства на жени, случващи се там, което служи като вдъхновение за героя Алберт Кеслър в романа 2666 на Роберто Боланьо.

## Смърт
Реслър почива на 76 години в дома си в окръг Спотсилвания, Вирджиния, в неделя, 5 май 2013 г., от болестта на Паркинсон.

## Модел за измислени персонажи
Сценарият, адаптиран от книгата на неговия колега Джон Е. Дъглас Ловец на умове: Вътре в елитния отдел за серийни престъпления на ФБР, е взет от Netflix. Mindhunter е с участието на Холт Маккалани, който играе специалния агент Бил Тенч, водещ персонаж, базиран на Реслър.

## Книги
- Сексуално убийство: Модели и мотиви (с Джон Е. Дъглас, Ан Уолбърт Бърджис) (1988)
- Който и да се бори с чудовища: Моите двадесет години проследяване на серийни убийци за ФБР (с Том Шахтман) (1992)
- Justice Is Served (с Том Шахтман) (1994)
- Живял съм в чудовището (с Том Шахтман) (1998)